# Óscar Zea
Óscar Zea, né à Taraco (Huancané) le 13 août 1973, est un enseignant, éleveur et homme politique péruvien. Il est ministre du Développement agraire et de l'Irrigation entre le 8 février et le 22 mai 2022.

## Biographie
Óscar Zea est né à Taraco, dans la province d'Huancané et la région de Puno. Il est diplômé en sciences de l'éducation à l'Université nationale de l'Altiplano de Puno (en) en 1998. Un an plus tard, en 1999, il commence à enseigner à l'établissement d'enseignement secondaire de Pomaoca.
Depuis 2015, il se développe dans le secteur privé en tant que directeur général de la société « Inka Genetics SRL », une société d'agriculture et d'élevage. Il travaille ainsi comme éleveur à Taraco.

## Parcours politique

### Premiers mois au Congrès
Lors des élections législatives de 2021, il est élu membre du Congrès péruvien pour la circonscription de Puno avec 34 450 voix, en tant que membre de Pérou libre.
Au cours de son travail parlementaire, il présente 40 projets de loi, dont quatre ont été adoptés et publiés au journal officiel d'El Peruano (es). Son dernier projet de loi déposé, non adopté, est notamment de modifier et renommer le Ministère de la Femme et des Populations vulnérables en « Ministère de la Famille et des Populations vulnérables ».
Il est membre de la Commission agraire et la commission de l'économie, de la banque, des finances et du renseignement financier.

### Ministre du Développement agraire et de l'Irrigation
Le 8 février 2022, il est nommé ministre du Développement agraire et de l'Irrigation dans le quatrième gouvernement de Pedro Castillo.
En mai 2022, Óscar Zea est au centre de deux polémiques et une critique de son action. Le pays, touché par une crise d'engrais, et dont l'action du ministre est critiquée et une polémique concernant le secrétaire général du ministre. Mais également, le ministre avait attaqué le président de la Convention nationale de l'agriculture péruvienne (Conveagro) Clímaco Cárdenas, provoquant une polémique.
Pour ces mêmes raisons et polémiques, il est l'un des ministres concernés par le remaniement du quatrième gouvernement de Pedro Castillo.

### Retour à son mandat de parlementaire
Le 2 juin 2022, c'est-à-dire plus d'une semaine après le remaniement et son retour en tant que parlementaire au Congrès, il démissionne du groupe de Pérou libre.
Dans la lettre de démission adressée à Waldemar Cerrón (es), dirigeant du groupe parlementaire, celui-ci assure que « ma démission est fondée sur des raisons de principes et de conscience. ».
Dès l'annonce de la démission, le dirigeant de Pérou libre Vladimir Cerrón réagit sur son compte Twitter en évoquant que « Seuls les conséquents survivent aux tempêtes politiques, les opportunistes vont à l'ostracisme, à l'indifférence et à l'oubli ». De son côté, le président du groupe du Bloc enseignant de Concertation nationale Álex Paredes évoque qu'ils sont « sûrs qu'il sera intégré » et rejoindra leur groupe parlementaire, en référence à l'un des métiers d'Óscar Zea, enseignant.
Malgré l'appel du président Álex Paredes de rejoindre le groupe, l'ancien ministre décide de rejoindre Podemos Perú, permettant au parti de centre-droit de redevenir un groupe avec 5 membres.